# 精神疾患の診断・統計マニュアル
『精神疾患の診断・統計マニュアル』（せいしんしっかんのしんだん とうけいマニュアル、英語: Diagnostic and Statistical Manual of Mental Disorders, DSM）は、精神障害の分類の目的でアメリカ精神医学会から出版された書籍である。
DSMの原型となったのは、ハリー・スタック・サリヴァンによる「徴兵選抜局医事通信１号」である。これは第二次大戦中に徴兵選抜を効率的にするために作成されたものだった。DSMの第3版より、明確な診断基準を設けることで、精神科医間で精神障害の診断が異なるという診断の信頼性の問題に対応するようになる。2023年6月には『DSM-5-TR 精神疾患の診断・統計マニュアル』が出版された。
DSMは、世界保健機関による疾病及び関連保健問題の国際統計分類(ICD)とともに、国際的に広く用いられている。いずれも記述精神医学であり、「特定の状態が特定の期間に存在する」という具体的な診断基準を設けた操作的診断基準に属する。疾病の解明に加え、各々の医師などの間における結果の比較を可能とし、また、疫学的調査に有用である。「したがって、極言すれば、診断基準は元々、個々の患者での診断を正確に行うために作られたものではない」と言うことも出来る。
明示的な診断基準がないため、以前の診断基準では、アメリカと欧州、また日本での東西によって診断の不一致が見られた。このような診断の信頼性の問題により、明示的な診断基準を含む操作的診断基準が1980年のDSM-IIIから採用され、操作主義の精神医学への導入であり画期的ではあった。一方で、恣意的に適用されてはならないといった弱点はいまだ存在する。依然として、どの基準が最も妥当性があるかという問題の解決法を持たず、他の診断基準体系との間で診断の不一致が存在するため、原理的に信頼性の問題から逃れられないという指摘が存在する。

## 用途
多くの精神福祉の専門家は、患者を評定した後、確定と患者の診断を伝える手助けにこのマニュアルを用いる。
アメリカ合衆国の病院やクリニック・医療保険会社は、患者を治療するためにDSMの診断を要求する。DSMは臨床的に広く用いられ、また患者のカテゴリーとして研究目的で診断基準が用いられる。特定の障害における研究は、障害のためのDSMの基準の一覧に一致する症状を有する患者を募集する。66か国での精神科医の国際的調査が、ICD-10とDSM-IVの使用を比較し、前者が臨床診断に、後者は研究での評価により、頻繁に用いられていた。
DSMは単なる診断基準であり、さらに客観的な指標として得点化する場合には評価尺度が用いられることがある。うつ病におけるハミルトンうつ病評価尺度のような、特定の診断に対応したものが存在する。

## 統計
DSMはICD-10における「精神および行動の障害」にほぼ相当する。DSMの「Mental Disorder(精神障害)」は非常に幅広い概念である。DSM-IVでは374種類の障害が含まれる。したがって、DSMに記載されたあらゆる精神障害の有病率を合計すると、著しく高い数値となってしまう。また、精神障害の有病率を調査する場合、特定の障害に絞り込んで調査することが一般的である。
2005年、WHOの世界精神保健調査は、DSM-IVの4つの診断カテゴリに含まれる19種類の（軽症例を含めた）障害について、米国人の生涯有病率を46.4%、12か月有病率を26.2%と報告している。

## 歴史

### DSM-I (1952年)
第一次大戦で大量の戦争神経症が発生した反省から、第二次世界大戦では徴兵選抜の段階から精神医学的介入が求められた。米国陸軍の依頼を受けてハリー・スタック・サリヴァンは1940年に一般医向けの精神医学的スクリーニング法を開発し、これを徴兵選抜局に提示する。サリヴァンはこれを41年に改訂し、43年にはメディカル203と名付けられてに陸軍技術告示として正式に刊行された。これが戦後のアメリカで精神医学的な分類の基礎となる。DSM-Iの序文にはアメリカ海軍が独自のいくつかの小さな改定を行ったと記されている。
1949年に、世界保健機関は疾病及び関連保健問題の国際統計分類（ICD、International Statistical Classification of Diseases）の第6版を公表し、この時はじめて精神障害の節が設けられた。DSM-Iの序文には軍の用語集に似た慣習で分類されていると記されている。多くの文章はメディカル203と同一であった。このマニュアルは130ページで106の精神障害が一覧にされた。そこには「人格障害」（personality disturbance）のいくつかの分類が含まれ、「神経症」（神経質、自我異質的）とは区別された。同性愛者は1974年5月まで、DSMに残った。

### DSM-II (1968年)
1960年代、精神疾患自体の概念に多くの課題が存在した。これらの課題はトーマス・サズのような精神科医からもたらされ、彼の主張は精神障害は、道徳的な衝突を偽装するために用いられている神話であるということである。
アーヴィング・ゴッフマンのような社会学者からは、精神障害は、単に非体制者を社会的に決め付け制御する方法の例であるとされた。行動主義心理学者は、識別できない現象であるという精神医学の原理的な信頼性に挑んだ。また同性愛権利活動家からは、同性愛を精神障害として記載するAPAを批判した。ローゼンハン実験が『サイエンス』にて公開され多くの注目を集め、精神医学の診断の有効性における攻撃だとみなされた。
とはいえ、APAはICD（第8版、1968年）の精神障害の章の次の重要な改定と密接に関連しており、そのことはDSMの改定版の推進を決定した。1968年に公開され、182の障害が挙げられ、134ページの長さであった。DSM-Iとかなり似ていた。「反応」（reaction）の用語は破棄され、「神経症」（neurosis）の用語は維持された。
DSM-IもDSM-IIも、主として精神力学的精神医学が反映されていたが、クレペリンの分類の手法から、生物学的な視点と概念を含んでいた。特定の障害に対する症状は、詳細には規定されなかった。多くは、神経症と精神病との区別に基づく、葛藤による広い反映や生活の問題への不適応な反応とみなされた（概略として、不安/うつは、大きく現実に触れており、幻覚/妄想は現実から切断され生じている）。
社会学と生物学的な知識が組み込まれ、正常と異常の間の境界は、明確には強調されなかった。人格障害が「感情的苦痛を伴わなかった」という見解は破棄された。
影響力のある1974年の論文は、ロバート・スピッツァーとジョセフ・L・フレイスによるもので、彼らはDSM第2版（DSM-II）が信頼性の低い手段であることを実証した。

#### DSM-II 第7版 (1974年)
ロナルド・バイエルが記述しているように、精神科医と同性愛権利活動家については、APAに対する同性愛権利活動家の明確な抗議が、サンフランシスコで大会が開かれた、1970年に始まった。活動家は、スピーカーを遮断したり、同性愛を精神障害とみなす精神科医を罵ることで、大会を邪魔した。
この活動は、1960年代からの精神医学的な診断の正当性に挑んだ、広い反精神医学運動の文脈で生じた。反精神医学活動家は、同じAPAの大会に抗議し、標語や知的基盤を共有した。

### DSM-III (1980年)
1974年、DSMの新しい改定版を作成するという決定がなされ、ロバート・スピッツァーが特別委員会の委員長に選出された。きっかけは、DSMの用語集を世界保健機関が出版する疾病及び関連保健問題の国際統計分類（ICD、International Statistical Classification of Diseases）と一致させるというものであった。この改定版は、スピッツァーと彼の選出した委員会のメンバーの影響力と管理の下で、はるかに広い委任となった。
ひとつの目標は、有名なローゼンハン実験を含む多くの批判を受けて精神医学の診断の均一性と信頼性を改善するというものであった。精神医学的な診断が欧州とアメリカ合衆国で著しく異なっていたことを示した研究の後に、アメリカと他の国とで標準的な診断の実施の必要性も存在した。
この基準では、主にセントルイス・ワシントン大学 とニューヨーク州精神医学研究所における研究志向的な精神医学のグループによって開発されていた研究診断基準(RDC)とフェイナー基準から、多くの精神障害が採用された。
他の診断と、障害の新しい分類の可能性は、スピッツァーを委員長して委員会の一致によって認められた。重要な目的は、病因学的な仮説よりも、口語の英語による記述的な言葉遣いに基づく分類であるが、その分類手法は特定の基礎病理を反映した分類では、それぞれの固有の症状の様式を想定している。精神力学や生理学の見解は破棄され、規制や立法のモデルをとった。新しい「多軸評定」は、単なる診断よりも統計的な集団調査により適するようにと意図された。人格障害は、精神遅滞と共にII軸に位置づけられた。
最終的に1980年に出版されたDSM-IIIは、494ページと265の診断カテゴリーを挙げた。国際的に広く急速に用いられ、精神医学における革命あるいは変革と呼ばれた。一方で、ロバート・スピッツァーは、後にアダム・カーティスとのインタビューで、自らの仕事を批判し、深刻な精神的な問題のないであろう人口の20～30%の医療化につながったことに言及した。
DSM-IIIができると、アメリカでもイギリスでも、（抗うつ薬プロザックの）イーライリリーが資金援助を行い、アメリカではうつ病を啓発するために小冊子800万部とポスター20万枚が配布された。

### DSM-III-R (1987年)
1987年、DSM-III-RがDSM-IIIの改定版として出版され、これはスピッツァーが監督したものである。カテゴリーは改名また再編され、基準には大きな変更があった。6つのカテゴリーが削除され他のものが追加された。議論となった診断は、月経前不快気分障害（pre-menstrual dysphoric disorder）と自虐的人格障害のようなものであり、検討され破棄された。DSM-III-Rは総計して292の診断を含み、567ページの長さであった。

### DSM-IV (1994年)
1994年、DSM-IVが出版され、886ページ中に374の障害が挙げられた。編集委員会の委員長はアレン・フランセスであった。4人の心理学者を含めた27人での運営委員会が導入された。この運営委員会は、5 - 16人からなる13の作業グループを形成した。各々の作業グループには、約20人の助言者が居た。この作業グループは、3段階の工程を実施した：最初に、各々のグループは、広範な文献レビューを行う；次に、研究者からデータを要求し、保守的に受けると共に基準が変更を要するかの決定を分析する；最後に、臨床診療の診断に関連する他施設実地試験を行った。

### DSM-IV-TR (2000年)
2000年には、DSM-IVの「テキスト改訂版」（text revision）が出版され、DSM-IV-TRとして知られている。診断カテゴリーと診断のための大部分の基準に変更はなかった。各々の診断における追加の情報の一節と、ICDとの整合性を保つための診断コードが更新された。5軸からなる体系をまとめた。第1軸は臨床的障害を取り入れる。第2軸はパーソナリティ障害と精神遅滞を取り扱う。残りの軸は、医療的な評価のための診断基準の機能的な必要性に応じ、医学的、心理社会的、環境的、また幼少期の要因を取り扱う。DSM-IV-TRは374の診断を含み、943ページの長さであった。
DSM-IIIでは主要な診断名の有病率が著しく高く報告されるようになり、過剰診断を促していると批判されたため、DSM-IVでは7割以上の診断基準に「著しい苦痛または社会的、職業的、その他の領域での機能の障害を引き起こしている」という項目を追加した。しかし、その後も主要な製薬会社は強力なマーケティングを展開し、アメリカでは精神障害の罹患率が毎年上昇し続け、注意欠陥多動性障害が3倍、自閉症が20倍、子供の双極性障害が40倍、双極性障害は2倍となり。伴って処方箋医薬品による死亡が違法薬物によるものを超えることとなった。デイヴィッド・ヒーリーは、製薬会社が主導する双極性障害の流行を告発する『マニア：双極性障害の小史』を書いた。2010年には国連子どもの権利委員会が、ADHDが薬物治療されるべき障害とされていることを懸念し、診断数の監視や調査研究が製薬会社と独立して行われるようにと提言している。経済協力開発機構（OECD）は、抗うつ薬の使用の上昇が適切であるか懸念が持ち上がっているとして、過剰処方が指摘されている。
次のDSM-5において定義が変更されることが判明した結果、APAに対して根拠に基づく医療の方法を用いて再調査を行うべきという50の精神福祉団体による請願が出された。一方で、APAはそれに関して声明を出していない。

### DSM-5 (2013年)
DSMの第5版、DSM-Vは2012年12月1日に、アメリカ精神医学会（APA）の理事委員会にて承認され、2013年5月18日に公開された。922ページとなった。
DSM-5は広範に診断が修正され、一部では定義を広げ、他の場合には定義を狭めた。DSM-5は、20年ぶりとなるマニュアルの主要な改定で、ローマ数字方式は、改定番号を明確にするために中止されている。第5版における大きな変更は、統合失調症の亜型の削除案である。改定作業中に、APAのウェブサイトは、見直しと議論のためにDSM-5のいくつかの一節を定期的に掲載していた。
邦訳されたDSM-5では、個々の診断名の「障害」という部分を「症」にするという議論があったが、過剰診断を招く可能性があるためそれぞれの診断名が併記されることとなった。

### DSM-5-TR (2022年)
DSM-5の改訂版となる「DSM-5-TR」が2022年3月に発行され、診断基準の更新やICD-10の対応などが行われた。日本語訳は2023年9月に発行され、「disorders」の訳が「障害」から「症」に変更された。このDSM-5-TR日本語訳は、2023年9月時点で未出版のICD-11日本語版の訳語を部分的な例外を除き踏襲している。

## 障害定義
一般的には「Mental Illness（心の病）」と呼ばれるが、専門的には「Mental Disorder（精神障害）」が使われる。DSMでは、「Mental Disease（精神疾患）」ではなく、「Mental Disorder（精神障害）」という用語を採用している。日本語版ではDSM-IV以降、「Mental Disorder（精神障害）」が「精神疾患」に訳し変えられた。精神医学用語の「疾患」は本項の「disorder（障害）」という概念であり、医学用語の「disease（疾患）」とは異なる概念である。前者は行動科学上の異常を意味し、後者は病理学上の異常を意味している。また、「disorder（障害）」は「disease（疾患）」より軽い失調状態を意味している。精神障害とは苦悩や異常を伴う心理的症候群または行動様式である。
「正常」「精神障害」の境界線が曖昧であることは、「精神障害」が存在しないことを必ずしも意味しない。また、20世紀末における生物学的精神医学の立場は、「すべての精神活動は、脳の活動に由来する。精神疾患を特徴づける行動障害は、その原因が環境起源であっても、脳機能の障害である」とするものであった。実際、近年においては、遺伝子解析、認知機能、脳画像、精神生理学、精神薬理学、動物モデル、血液生化学検査などを組み合わせた統合的なアプローチが行われ、それらから得られた生物学的な所見の診断への応用研究により、病因・病態研究から、新薬の開発と臨床試験も行われていると、富山大学医学部 (2012年当時) の倉知正佳は述べている。
2013年、DSM-IVのアレン・フランセス編纂委員長は、精神障害は本物の病気でも架空の神話でもなく、両者の中間だと説明している。

### DSM-IIIおよびDSM-III-R
DSM-III、DSM-III-Rの精神障害の定義は、DSM-IVと基本的に同じである。

### DSM-IVおよびDSM-IV-TR
DSM-IVの「精神障害の定義」は「どのような定義によっても『精神障害』の概念に正確な境界線を引くことができないことを認めなければならない」と注意している。各種精神障害は、臨床的に有意な行動、心理的症候群、様式として概念化されているが、死別反応などの予測可能で文化的に容認された反応であってはならない。政治的、宗教的、性的などの逸脱した行動や社会的な葛藤も個人的な機能不全がなければ精神障害ではない。各診断カテゴリが一つの実体を表わしているという仮定はなく、ある精神障害と他の精神障害、精神障害と正常は連続的に繋がっている。また、同一の精神障害を有する各人が全ての重要な点で似ているという仮定もない。統合失調症患者（schizophrenics）が存在するのではなく、統合失調症 (schizophrenic disorder)の診断基準を満たす症状を有する人々がいるだけである。
DSM-IVでは「統合失調症患者（a schizophrenic）」という人間を分類する表現は誤解を招くため、「統合失調症を有する人（an individual with Schizophrenia）」というぎこちないがより正確な表現を採用するとしている。

## DSM-IV-TR

### カテゴリー化
DSM-IVはカテゴリー分類体系である。そのカテゴリーは原型であり、その原型に近似した関係にある患者が、その障害を有すると考えられる。DSM-IVは「精神障害のそれぞれのカテゴリーは、絶対的な境界を持つまったく別の実態であるという前提はない」と記している。しかし、孤立した、軽度かつ非基準的な（障害に挙げられていない）症状は重要とされていない。修飾子が時に用いられ、それは、ある障害の軽度、中等度、重度の状態といったものである。その障害のほぼ半数は、症状が「社会的、職業的、あるいは他の機能的な領域において、臨床的に有意に苦痛あるいは障害」となっているのに十分でなければならない。
とはいえ、チック症から苦痛基準と、いくつかの性的倒錯を自我同調的に自然であるので削除した。それぞれの障害のカテゴリーには、ICD-10手続コード化方式を受け継ぐ数値コードがある。

### 多軸評定
DSM-IVは、それぞれの精神医学的な診断を障害の異なる側面あるいは身体障害に関した5次元（軸）に構造化している。
第I軸
パーソナリティ障害や精神遅滞を除いたすべての心理的な診断。
第II軸
パーソナリティ障害と精神遅滞。
第III軸
一般的な医学的状態;急性の医学的状態と身体障害。
第IV軸
その障害の一因となっている心理社会的および環境的な要因。
第V軸
機能の全体的評定尺度あるいは、18歳未満の子供と青少年のための小児用総合評価尺度。
第I軸障害は以下を含む、うつ病、不安障害、躁うつ病、ADHD、自閉症、自閉症スペクトラム障害、神経性無食欲症、神経性大食症、統合失調症。
第II軸障害はパーソナリティ障害を含む：妄想性パーソナリティ障害、スキゾイドパーソナリティ障害、統合失調型パーソナリティ障害、境界性パーソナリティ障害、反社会性パーソナリティ障害、自己愛性パーソナリティ障害、演技性パーソナリティ障害、回避性パーソナリティ障害、依存性パーソナリティ障害、強迫性パーソナリティ障害；さらに精神遅滞。
第III軸障害は以下を含む、
ほかの障害に類似した現存する病気あるいは発現している症状を悪化させうる、脳損傷や他の医学/身体的な障害。

### 注意
DSM-IV-TRは、連邦政府の法的な命令の実現のために作成されたものであるので、臨床研修を欠いた人による使用はその内容の不適切な活用につながる、と言明する。診断基準の適切な使用には豊富な臨床研修を必要とし、またその内容は「料理本を使うように簡単に適用することはできない」。APAは、診断名は、専門家の間での「使いやすい略語」として主に用いることに言及している。
十分に訓練されていない場合、精神障害の有無を評価するためにDSM-5を使用することは推奨できない。またDSM-5が司法的な目的に用いられる場合には、情報が誤解されたり、誤用される危険性がある。

## 批判
アメリカでは、DSM-IIIが登場した1980年ごろから、精神科を志望する精神科医が減少している。この事象は、DSMのマニュアル化された診断がかえって精神医学の面白みをなくしてしまったからだとする意見もある。
1998年、アメリカ国立精神衛生研究所の統合失調症研究センターで所長を務めたこともあるローレン・モシャー博士は「DSM-IVは、精神医学が概して医学によって認められるように模造して作ったものである。内部の者はそれが科学的というよりも政治的な書物であると知っています。…DSM-IVはその最大の欠陥にもかかわらず権威ある書物となり、カネを生み出すベストセラーになった」と述べている。
2009年、『医学書院医学大辞典第2版』は「DSM」の項目内で、日本においてもDSM-IIIから賛否両論だが、操作的診断基準の一つとして広く併用され始めていると説明している。
2009年、帝京大学の内海健准教授は「言ってみるならば、DSMとはきわめて高度な議論の末に、とてつもなく粗末な妥協の産物が産み落とされた、そうした代物である」と述べている。
2011年には、イギリス心理学会がAPAに対して、DSM-5は賞賛よりも懸念があるとし、大部分が症状を伴う社会規範に基づいており、すべて主観的な判断に頼っているとし、数値がなく、多くの研究者が診断の信頼性、妥当性、予後値、併存疾患の問題に悩まされていることを伝えた。
これに続き、アメリカ心理学会の32部門・人間性心理学会は、DSM-5修正のための同盟を組織し、1週間で2,000人以上の心理学者、心理士、精神衛生の専門家の署名が集まった。
2012年の指摘では、記述的精神医学の妥当性を向上させることが不可欠であるとし、DSM-5のような方法では重症度を判断できないため、生物学の多くの分野で広く使用されるような数学的モデルを使用するよう提案を行っている。
2013年、大野裕（DSM-IV日本語訳者である）は、DSM-5で軽度の障害を含めたため、人間が自然に持っている「こころの力」を見落とす危険性が高くなっていると主張する。
2014年の日本精神科診断学会における挨拶において、会長である上野修一は、現在の(DSMなどの)操作的診断基準について、誰でも分かりやすく診断できる点で高く評価される一方、生物学的な基盤に基づかないこと、治療に直結しないこと、拡大解釈されていることを弱点として挙げている。とくに、診断と治療が遊離している点に関しては、現在の診断基準が経年疲労している印象があると述べている。
DSM-IIIRと同じ時期に出た抗うつ薬のフルオキセチン（プロザック）は、うつ病の定義のあいまいさから売り上げが急増し、DSMが製薬会社のマーケティングに使われてしまう危険性が認識された。アレン・フランセスは、慎重に作成したDSM-IVによってADHDの診断が15%増加すると見込んだが、実際には3倍に増加し、小児の双極性障害は40倍に、自閉症は20倍に、成人の双極性障害は2倍となった。このような診断のインフレはとどまるところを知らず、DSM-5の登場によりさらになる過剰診断と不適切な診察が増加されると推察される。なぜなら、DSM-IIIの最高責任者であったロバート・スピッツァーが指摘するようにDSM-5では、議論の透明性をなくしたため安全で質の高いものに仕上げることができなくなり、アレン・フランセスの指摘するように、このDSM-5は正常な人にまで誤って診断を下すという診断のインフレを促し、適切でない薬の使用を助長する危険性をはらんだまま出版に至ったのである。
2013年、アメリカ国立精神衛生研究所（NIMH）の所長であるトーマス・インセルによれば、DSM-5は現在において最良のものではあるが科学的妥当性を欠いており、精神医学的な診断を作り替えるための研究領域基準（RDoC、Research Domain Criteria）の作成を進めている。
臨床的な合意に基づいた現在の診断は症状に頼っており、定義は神経生物学を反映しておらず、診断カテゴリーは神経科学や遺伝学の調査結果と一致しておらず、こうした問題は生物学的な指標（バイオマーカー、Biomarker）に基づかない初期の診断システムにおいて発生する既知の問題である。RDoCは、神経科学や遺伝学に基づくだけでなく、治療成績の向上なども視野に入れている。
DSMは、症状の合意に基づいて診断するため、例えば内科などの病気とは異なり、客観的な計測基準を持たず、診断の信頼性と妥当性が不足している。DSMは、現状では、生物学的な基盤に基づいておらず、生物学的な指標を持たない。また、神経生物学を反映しておらず、カテゴリは神経科学や遺伝学の調査と一致していない。
2013年に、DSM第4版の作成委員長であるアレン・フランセスは2冊の著作を出版した。『正常を救え：精神科の診断の暴走、DSM-5、大手製薬会社、そして当たり前の生活の医療化に反対するある内部関係者の抵抗』と『精神科診断のエッセンス』である。『正常を救え』では、精神障害を客観的に診断できる検査は存在しないため懸念があり、実際に製薬会社に大きく利用され、診断の大幅な増加と過剰診断、薬の過剰摂取事故につながっていることを指摘している。『精神科診断のエッセンス』は基本的には過剰診断にならないようにするための諸注意であるが、DSMをバイブルのようにして奴隷のように従うものというよりは指針でしかなく、異なった文化では異なった分類さえも必要となる可能性もあり、患者の役に立つよう柔軟に役立てるようとの日本向けの序文があり、堅牢な科学的根拠に基づいておらず、安全性と科学的妥当性が十分ではないとし、過剰診断、流行の診断、および診断の不正利用に注意することを求めている。このフランセスの2冊の日本語訳者には、DSM-IV日本語訳者である大野裕も名を連ねる。斎藤学のような精神科医も「診断のインフレ」と題する論文を公開しており、この言葉を広めたフランセスに言及し、また双極性障害といった診断の流行、薬価の高い薬をより有病率の高い障害へと拡大し、人気講師による講習会を通して、精神科に売り込んでいく様を描写している。
フランセスによれば、精神医学的な診断は、客観的な生物学的検査でなく、誤りがちな主観的な判断に頼っているためである。新しいDSM-5は十分な科学的根拠を欠いており、新しい精神科の薬よりも危険性が高い可能性がある。製薬会社は、DSMの緩い診断基準を使ってマーケティングしてきたし、診断が拡大されれば製薬会社の販売促進につながり、有害な副作用を持つ薬の不要な使用が増加してしまう。障害の早期発見は素晴らしいが、障害を診断できるとされてしまえば、現在の非特異的な診断手段と潜在的に危険な治療法の組み合わせでは間違いであり、その前に非常に特異的な、ほぼ確実な生物学的検査と、リスク/ベネフィット比が確実に良くなる必要があるとしている。まだ診断の安全性と有効性を監視するための効果的なシステムは存在していない。
DSM-5の作成に関わったパネルメンバーの約7割に、製薬業界との関係があった。

### 定義・病因
1970年代、100年経っても病因が不明なため、精神病は医学的な疾患と異なると見なされ、精神病の存在自体が議論されていた。
1998年、ミシガン大学のエリオット・ヴァレンスタイン名誉教授は、精神障害の生化学的、解剖学的、機能的な指標が発見されているという主張について、過去から現在の研究例を交え、実際には証明されていないと説明している。また、精神障害の主な原因について、心理社会的要因と生物学的要因が精神保健の専門職の意見を二分しており、一方が優勢になると他方が盛り返し、交互に優勢になることが繰り返されてきたと述べている。
2000年、ニューヨーク州立大学のトーマス・サズ名誉教授は、疾患（disease）の病理学的定義を身体の病変（物質的異常）と説明し、脳は身体器官なので疾患になり得るが、精神は身体器官ではないため、比喩的な意味を除いて疾患にはなり得ないと述べている。精神的病気は行動科学上の存在であって病理学上の存在ではなく、精神的病気の有無を証明できる客観的検査もないと指摘している。また、客観的検査によって証明された場合は精神的病気から身体疾患に再分類されると指摘し、実例として、「神経梅毒」「脳損傷」「中毒症」「感染症」「てんかん」を挙げている。
2002年、アメリカ精神医学会はDSM-Vに向けて『DSM-V研究行動計画』を出版した。同書は、DSM-III以降の「精神障害の定義」について、精神障害と正常を画定できず、実用的ではないと評している。また、精神障害の検査指標の候補提案は多数あるが、発見された指標は一つもないと説明している。
2005年、日本においては、精神障害の診断に光トポグラフィーで神経科学的な客観的根拠を持たせようとする研究がある。ただし、現在の神経科学などでは、脳内の物理現象がどのように精神障害として具現化するのか因果関係が未だはっきりしない点も残っている。
2010年、京都府立医科大学大学院の中前貴（医学博士）は、精神障害の病因について、生物学的、心理学的、社会学的要素に対し理論中立的な立場を取る「生物心理社会モデル」が現在の精神医学における中心的モデルであり、1970年代に体系的に発展し、DSM-IIIに導入されたと述べている。DSMでは多軸評定によって生物心理社会的アプローチを提供している。
2010年、DSM-IVのアレン・フランセス編集委員長は、WIRED英語版で、「精神障害の定義は存在しません。でたらめです。つまり、定義などできないということです」などと発言している。
2011年、『ネイチャー』誌の論説は、精神障害の客観的指標（生物学的指標）に関する主張は多数あるが、脳波、fMRI、光トポグラフィなどのいずれも追試による再現性が低いと指摘している。
2012年、DSM-IVのアレン・フランセス編纂委員長は「残念なことに、精神医学における生物学的検査というのは未だにありません。…現在のところ、症状記述に頼るしかありません」と述べている。また、DSMの改訂後に定義が拡大解釈されたことについて、「米国では数多くの勢力が（DSMの）変更点を丹念に研究しながら、どのようにしたら自分たちが考えている特定の目的に合わせて曲解できるかと待ちかまえているのです」と述べている。
2013年、DSM-5のデヴィッド・クッファー編纂委員長は、精神障害の生物学的、遺伝学的な指標の同定には程遠いと述べている。
2013年、国立精神・神経医療研究センターの樋口輝彦理事長・総長は、精神障害の原因について、「ほとんどわかっていないのが現実です」と述べている。
2014年、日本精神神経学会の岩田仲生理事は、精神障害の生物学的研究について、「精神医学研究にみるべきものはない，そもそもレベルが低い，報告される内容も真理とかけ離れており再現性も乏しい，研究費を投入するだけ無駄ではないか〔ママ〕」といった指摘は概ね事実だが、進歩には研究が欠かせないと述べている。

### 有病率
1994年、カリフォルニア大学のスチュアート・カーク（Stuart Kirk）教授とカリフォルニア州立大学のハーブ・カチンス（Herb Kutchins）教授は、DSM-IVに関して、精神障害の診断には客観的検査（生物学的検査）がないため、アメリカ精神医学会の裁量で新たな障害を大量に作り出すことが可能であり、また、誰もが精神障害になり得ると指摘している。「このマニュアルにもとづいて、ミシガン大学が今年、調査を実施した。米国人の半数が精神障害を有するという結果が出たが、これは何ら驚くべきことではない」と述べている。

### 訳語
1950年、精神衛生法において「精神障害」の概念が提起され、「精神障害」の語は行政や医療関係者の間で法律用語として定着した。
1988年、DSM-III-R日本語版は「Mental Disorder」を「精神障害」と訳している。
1993年、精神保健法（旧精神衛生法）における「精神障害者」の定義が「精神病者（中毒性精神病者を含む。）、精神薄弱者及び精神病質者」から「精神分裂病、中毒性精神病、精神薄弱、精神病質その他の精神疾患を有する者」に変更され、「精神疾患」の語も使用されるようになった。
1995年、DSM-IV日本語版（1996年出版）の翻訳者の一人である大野裕は、ICD-10関連書籍の書評で「気になった点を挙げてみたい。まず第１は、mental disorder の訳語である。この用語に的確な訳語を見つけるのはなかなか難しい。本書では、精神障害という用語が当てられているが、評者はむしろ精神疾患の方がよいのではないかと考えている。mental disorder を精神障害と呼んでしまうと、精神障害の概念が拡散してしまう危険性があるからである」と述べている。
1996年、DSM-IV日本語版は「Mental Disorder（精神障害）」を「精神疾患」に訳し変えた。
2003年、文部科学省は医学用語の標準化に向けて『学術用語集医学編』を日本医学会との共編で出版した。同書は「Mental Disorder」「Mental Disease」「Psychosis」を順に「精神障害」「精神疾患」「精神病」と訳している。また、「Mental Illness」という用語はない。
2007年、日本医学会は医学用語の標準化に向けて『日本医学会医学用語辞典英和第3版』を出版した。同書は「Mental Disorder」「Diagnostic And Statistical Manual of Mental Disorder」を「精神障害」「精神障害の診断と統計の手引き」と訳している。また、「Mental Disease」「Mental Illness」を共に「精神疾患」と訳している。日本医学会分科会の日本精神神経学会も作成に参加している。
2008年、日本精神神経学会は精神科学術用語を収載した『精神神経学用語集改訂6版』を出版した。同書は「Mental Disorder」「Diagnostic and Statistical Manual of Mental Disorders」を「精神障害」「精神障害の診断と統計の手引き」と訳している。また、「Mental Disease」「Mental Illness」「精神疾患」という学術用語はない。日本神経学会の『神経学用語集改訂第3版』も同じである。
2013年、元関西学院大学教授で精神科医の野田正彰は、DSM-IV日本語版で「Mental Disorder（精神障害）」が「精神疾患」に訳し変えられた結果、疾患（disease）と混同され、診断が確立したかのような誤解が蔓延していったと指摘している。また、意図的な誤訳と評している。他書でも同様の説明をしている。
2013年、東京都立松沢病院の針間博彦は日本精神神経学会学会誌で、「障害」のスティグマ化は「disorder」「disability」を共に「障害」と訳したことが一因とも考えられると述べている。DSM-IV日本語版はスティグマ化した「障害」を避けて「Mental Disorder（精神障害）」を「精神疾患」に訳し変えたのかもしれないが、「疾患（disease）」であるかのような誤解を与えかねないと指摘している。「disorder」「disability」「disease」の混同を防ぐため、訳語の変更を提案している。
2014年、DSM-5日本語版は「訳者の序」で、最大の課題は用語統一だが、DSM-IVの翻訳作業と違って日本精神神経学会の支援を得られたと説明している。日本精神神経学会が編集した「DSM-5 病名・用語翻訳ガイドライン（初版）」や『精神神経学用語集改訂6版』に準拠しており、その他の新用語は監訳者の責任で訳している。ただし、書名の『精神疾患の診断・統計マニュアル』『精神障害の診断と統計の手引き』のように、準拠していない用語もある。

## DSMの日本語訳
Diagnostic and Statistical Manual of Mental Disorders の訳として、「精神障害の診断と統計の手引き」「精神障害のための診断と統計のマニュアル」「精神疾患の診断と分類の手引き」などがある。日本語訳書は「精神障害/疾患の診断・統計マニュアル」と訳している。単にDSMと呼ぶときは、これを指す。DSMには他の障害との鑑別のための注釈が含まれる。
「精神障害/疾患の分類と診断の手引」と訳されているものは、DSMの早見表であるQuick Reference to the Diagnostic Criteria from DSM の訳である。つまり「DSMの診断基準の早見参照」である。DSM-III-Rでは、「早見参考書」のいわゆる「ミニD」として言及されている。『DSM-IV精神疾患の分類と診断の手引』の原著者の序において、日本語訳者による序においても、いわゆる「ミニD」と説明され、分類と診断基準だけを収録したものである。
#参考文献を参照のこと。